# Andreas Joanidis
Andreas Joanidis, gr. Ανδρέας Ιωαννίδης (ur. w 1958 w Rizokarpaso, zm. 11 lipca 2011 koło Ziji) – cypryjski wojskowy, kapitan. W 1977 wstąpił do Helleńskiej Akademii Marynarki, którą ukończył w 1981. 20 sierpnia 2008 został mianowany dowódcą Cypryjskiej Marynarki Wojennej. Zginął 11 lipca 2011 podczas eksplozji materiałów wybuchowych w cypryjskiej bazie morskiej Ewangelos Florakis.